# ナスダック・ストックホルム
ナスダック・ストックホルム（Nasdaq Stockholm）は、スウェーデン・ストックホルムにある証券取引所。証券およびデリバティブを取り扱っている。現在はNasdaq Inc.の一部門であるNasdaq Stockholm ABが運営しており、北欧4カ国の証券取引所運営ブランドNasdaq Nordicの一つとなっている。

## 沿革

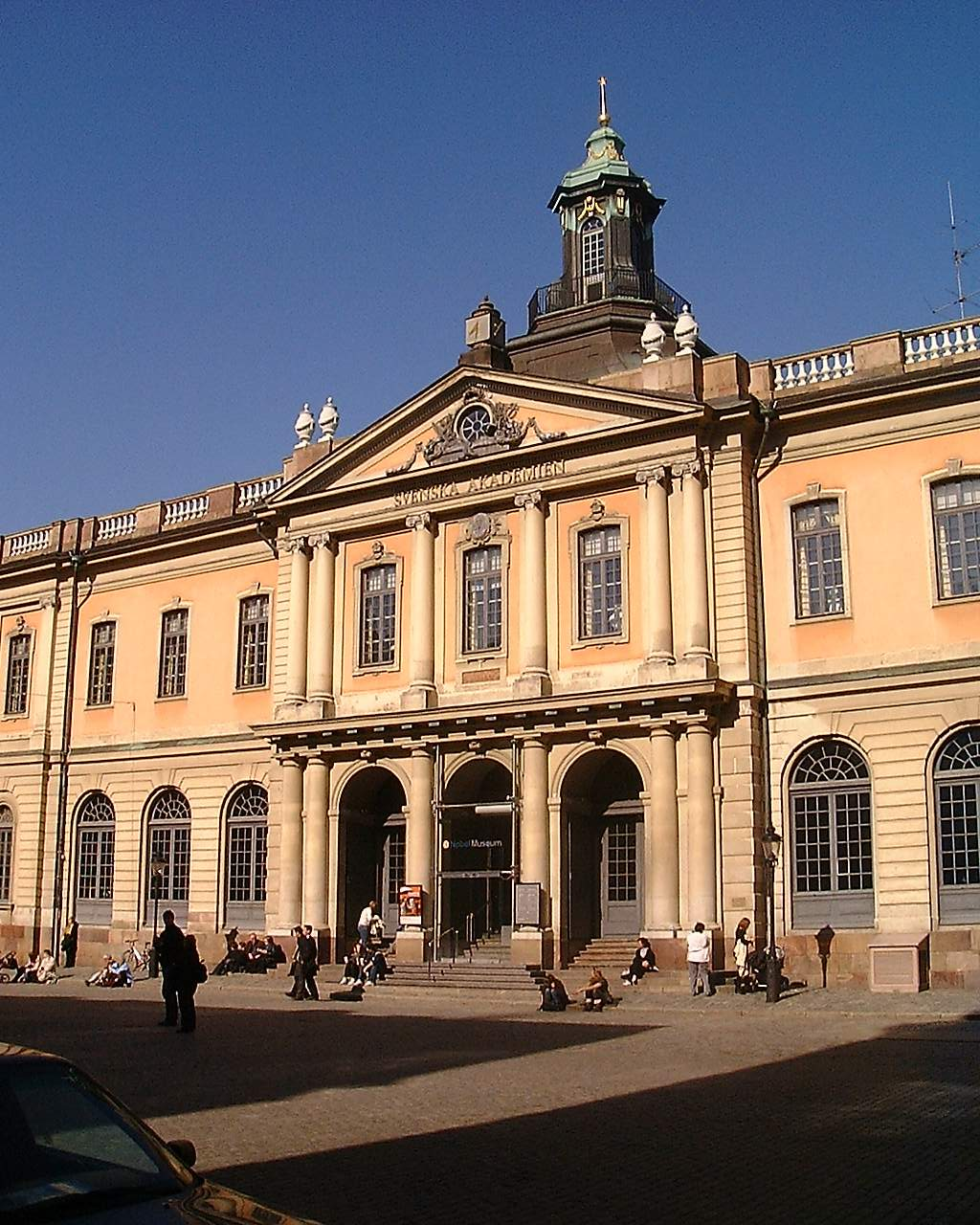
大広場に面する旧ストックホルム証券取引所のファサード

ストックホルムの旧市街（ガムラスタン）にある大広場は、17世紀末には市場広場として機能していたが、1760年代に商人層を中心に取引専用の建物を建設することを決定し、1778年に後の旧証券取引所の建物が完成した。19世紀の前半には債券および株式の取引が行われていたが、オークション方式による取引が開始された1863年2月4日が、一般に証券取引所の開設日と見なされている。
20世紀に入ると電話の普及により投資家が証券取引所を訪問する必要がなくなったため、取引への参加者が増え、世界恐慌後にしばらく停滞が続くも1950年代に入り回復、1993年に証券取引所の法人化および民営化を実施、1998年に旧市街からフェリーターミナル近くのフリーハムネン（Frihamnen）地区に移転した。
2003年9月のフィンランドのヘルシンキ証券取引所との経営統合以降は、海外の取引所との経営統合が進み、2008年2月から運営にNasdaq Inc.の資本が入り、2015年7月からはNasdaq, Inc.の100％傘下（法的にはその一部門のNasdaq Stockholm ABが保有）となっている。

## 相場
OMXストックホルム30は、ナスダック・ストックホルムで取引されるスウェーデンのプライム市場の主要30銘柄で構成する時価総額加重平均型の株価指数である。他に、120銘柄で構成される大型株指数のOMX Stockholm Large Cap Index、中型株指数のOMX Stockholm Mid Cap Index、全株指数のOMX Stockholm All-Share Indexなどがある。

## 立会時間
通常の立会時間は土曜・日曜・取引所の定める休みを除き、平日午前9時から午後5時30分まで（日本時間：17:00 - 1:30）。

## 所在地
- 住所：Tullvaktsvägen 15, 105 78, Stockholm

アクセス
- 市バス 1,76,91系統 Frihamnen停留所